# USM Annaba

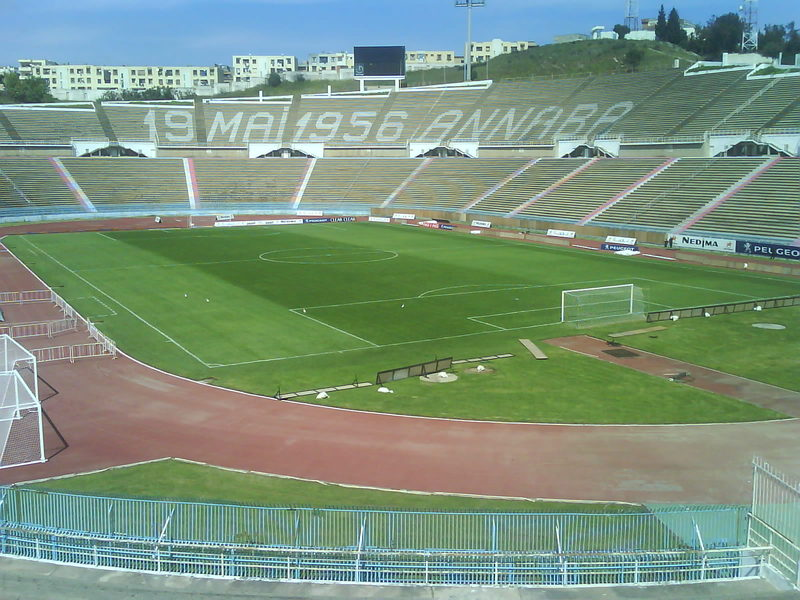
Stade 19 mei 1956

USM Annaba is een Algerijnse voetbalclub uit Annaba die in de op twee na hoogste Algerijnse voetbalklasse uitkomt. De club is in 1983 opgericht. Het is niet dezelfde club als Hamra Annaba, dat voor 1969 ook onder de naam USM Annaba speelde en in 1964 zelfs landskampioen werd. 
De club speelde in 2011 voor het laatst in de hoogste klasse. In 2018 promoveerde de club weer naar de tweede klasse. 
USM Annaba ·
RC Arbaâ ·
OM Arzew · 
JSM Béjaïa · 
MO Béjaïa ·
A Bou Saâda ·
MC El Eulma ·
USM El Harrach ·
AS Khroub ·
Olympique Médéa ·
ASM Oran ·
RC Relizane ·
MC Saïda ·
JSM Skikda ·
DRB Tadjenanet ·
WA Tlemcen